# Oswald Beling

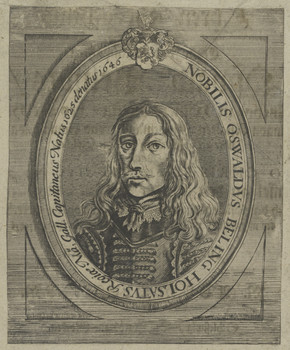
Oswald Beling

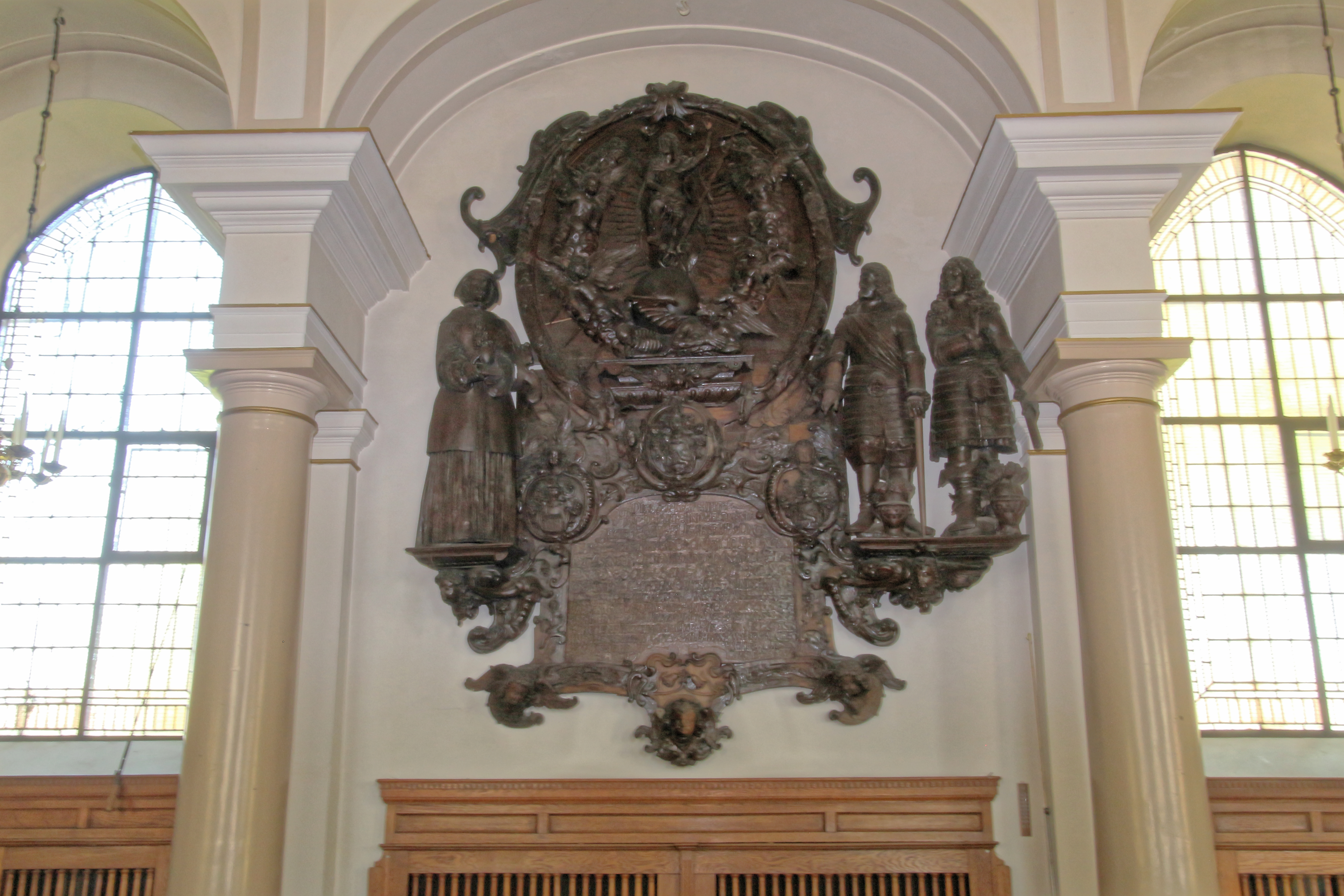
Epitaph Beling in der Dreifaltigkeitskirche (Schleswig)

Oswald Beling (* 7. Juni 1625 in Itzehoe; † 7. August 1646 in Kassel) war ein deutscher Offizier.

## Leben und Wirken
Oswald Beling war der Sohn von Bonifacius Beling und dessen Ehefrau Elisabeth. Der Vater stand als Offizier in dänischen Diensten und starb um 1630. Beling verbrachte danach einige Jahre mit seiner Mutter auf dem Gut Bekhof bei General-Major Hieronymus von Plessen, der eine von König Christian IV. und Herzog Friedrich III. aufgestellte Reiterei befehligte. Plessen hatte Elisabeth Beling als Hausdame engagiert. Oswald Beling selbst schrieb in der Widmung eines Gedichtes auf Friedrich III., dass ihn von Plessen adoptiert und „summa industria ac cura“ erzogen habe.
Beling besuchte eine Schule in Itzehoe. Am 2. August 1639 verstarb von Plessen und vererbte ihm per Testament 3000 Taler. 1640 erhielt Beling ein Stipendium für die Sorø Akademi. Vermutlich 1641 ging er nach Gottorf und verbrachte mehr als zwei Jahre bei Adam Olearius, gemäß einer Widmung einer Übersetzung „umb die Fundamenta in den Mathematischen Künsten / fürnemblich was zum Kriegswesen ... dienlich / zu erlernen“.
Obwohl er nicht aus dem Adel stammte, erhielt er eine Ausbildung, die das Ziel verfolgte, gelehrte Bildung und militärische Tüchtigkeit zu verbinden. Olearius riet ihm daher, sich auch als Schriftsteller zu betätigen. Heute bekannt ist ein Lobgedicht auf Friedrich III. und eine Übersetzung der Eklogen von Vergil, die er 1642 vollendete. Die Anregung hierzu hatte Olearius, der Beling sicherlich half, 1630 von Martin Opitz erhalten.
Bei seiner Übersetzung arbeitete Beling nach Opitz’ Prinzip: er gab den antiken Langtext in Form von Alexandrinern wieder und beabsichtigte nicht, wie in früheren Übersetzungen, Schülern Hinweise zum Verständnis des Originals zu hinterlassen. Stattdessen bildete er den historischen Text nach und versuchte somit, darzustellen, dass sich die deutsche Sprache für moderne Dichtungen eigne. Bei dieser Übersetzung handelt es sich wahrscheinlich um die erste bekannte poetische Übersetzung von Vergils Hirtengedichten in deutscher Sprache. Olearius gab diese mehrere Jahre nach Belings Tod in den Druck. Es handelte sich um eine inhaltlich qualitativ hochwertige Schrift, die jedoch offensichtlich keine Wirkung erzielte.
Während des Torstenssonkrieges stellte Beling sich als Fähnrich in den Dienst Cai von Ahlefeldts und kämpfte auf dänischer Seite. Im Zusammenhang mit den im Februar 1645 eingeleiteten Friedensverhandlungen von Brömsebro wechselte er in eine hessische Truppe, die vermutlich Detlev von Ahlefeldt zusammenstellte. Er verstarb kurz darauf an den Pocken.
Belings offenbar sehr reiche Mutter ließ ihren verstorbenen Sohn an der Rendsburger Marienkirche beerdigen. Zu diesem Anlass schenkte sie der Kirche den Hochaltar des Bildschnitzers Henning Claussen, zwei Leuchter und Geld. Zur Erinnerung an ihren Ehemann und ihren Sohn finanzierte sie 1650 den kompletten Bau der von Adam Olearius entworfenen Dreifaltigkeitskirche in Schleswig-Friedrichsberg inklusive Ausstattung und Pastorat (Elisabeth-Beling-Haus). In der Kirche erinnert ein barockes Epitaph aus dem Jahr 1668 mit Familienwappen und Stifterfiguren an diese Stiftung und die Familie Beling. Es wird dem Werk des Eckernförder Bildschnitzers Hans Gudewerth der Jüngere zugeordnet.